# Гуцульщина (поїзд)
«Гуцýльщина» — фірмовий пасажирський поїзд Укрзалізниці, категорії «нічний пасажирський» № 357/358 сполученням Київ — Ясіня, формуванням Південно-Західної залізниці.

## Історія
3 серпня 2014 року вперше в історії було призначено пасажирський поїзд за маршрутом Київ — Рахів через станцію Заліщики.
Рішення про це прийнято на зустрічі Бориса Остапюка з громадською ініціативною групою (Орест Климпуш, Федір Гамор та Іван Шостак) тощо. Громадську ініціативу також підтримала Тернопільська ОДА. Першим пасажиром, який придбав квиток на поїзд «Київ — Рахів», виявилася громадянка Нідерландів. Маршрут було прокладено як експериментальний.
3 серпня 2014 року відбувся перший рейс з Києва о 15:39 під № 457/458 у складі 7 плацкартних, 5 купейних вагонів, з прибуттям наступного дня до Рахова за розкладом — о 10:56, де поїзд урочисто зустріли місцеві мешканці, працівники апарату Укрзалізниці, Львівської залізниці, місцевих адміністрацій, журналісти. Після чого поїзд вирушив зворотно в Київ о 12:08. На перший рейс продали квитки у всі 12 вагонів, незабаром довелося включати ще два вагони, оскільки 14 — це технологічна межа для даного напрямку.
З 22 серпня 2014 року, з нагоди Дня Незалежності України, було прийнято рішення про встановлення щоденного курсування поїзда, замість режиму «через день». Згодом, через початок зимового сезону, відправлення з Києва було змінено на 16:00, включено вагон класу «люкс».
З 1 березня 2015 року скасовано зупинки Фастів I, Козятин I, Калинівка I, Гнівань, Деражня, Волочиськ, Підволочиськ. Дещо зменшено час руху на електрифікованій частині і збільшено на неелектрифікованій. Це пов'язано зі зменшенням допустимих швидкостей в гірській місцевості. Принагідно, як зазначає «Укрзалізниця» на своєму сайті, за рахунок скорочення зупинок їй вдасться зекономити упродовж року 1,4 млн грн. Інформація ж про скасування поїзда не відповідає дійсності. Тим паче, конкурентів немає: вартість проїзду автобусом близька до вартості місця у вагоні «люкс».
Декілька разів у певних колах поширювалися чутки про начебто скасування поїзда, і на цьому здійснювався піар депутатів, але насправді у цей час відбувалося коректування розкладів і продаж відкривали із затримкою.
На деякі дати, за потреби, до складу потягу включалися вагони Київ — Хмельницький та безпересадковий вагон для осіб з обмеженими можливостями до станцій Одеса, Запоріжжя I тощо. Зокрема, на 9 квітня 2015 було призначено додаткові плацкартні вагони № 15-18 у сполученні Київ — Хмельницький.
На початку 2015 року було скасовано зупинки на ділянці Київ — Тернопіль поза обласними центрами та змінено час відправлення з Києва з 16:00 на 16:55, включено до складу поїзда декілька фірмових купейних вагонів. Зміна відбулася за рахунок усунення технічної зупинки на станції Чорнорудка, а час зупинок по маршруту залишився без змін. Кількість пасажирів, що подорожують з Києва на Тернопільщину і в Прикарпаття, вчергове зросла попри «низький попит». За даними системи бронювання квитків, станом на 1 квітня 2015 року, на п'ятницю 10 квітня з Києва не було жодного квитка на Рахів навіть в «люксі». З Вінниці залишався 1 люкс, з Хмельницького — 3 люкси і 13 купе, з Тернополя — 3 люкси й 14 купе. Так само в Київ на понеділок після Великодня, і на 30 квітня з Києва на Рахів — було продано всі квитки до обіду першого дня продажу. Обговорювалася можливість присвоєння потягу різних варіантів власної назви ще у 2014 році, пропонувалась і назва поїзда «Говерла».
З 18 червня 2015 року на внутрішніх вагонних трафаретах з'явився напис «Гуцульщина», а з 25 липня 2015 року офіційно розпочато курсування поїзда під цим брендом та отримав нові статуси «цілорічний», «фірмовий», а також власне ім'я «Гуцульщина» та новий № 357/358.
Поїздка маршрутом настільки мальовнича, що місцеві кажуть, що тут поїзд торкається хмар.
Зацікавленість поїздом неодноразово висловлювали високопоставлені гості з Румунії, зокрема і на урочистому відкритті, а також виказали сподівання на міжнародну співпрацю та його продовження до Румунії у майбутньому.
З 11 грудня 2016 року змінено час відправлення з Києва о 14:40 та включено до складу групу вагонів сполученням Київ — Тернопіль.
З 15 жовтня по 7 листопада 2018 року через ремонт перегону Ворохта — Вороненко маршрут руху поїзда було скорочено до станції Коломия.

|}
|}-->
З 8 грудня 2019 року змінено маршрут руху через станцію Чернівці, що став третім поїздом у сполученні Київ — Чернівці, яким була можливість дістатися з міста Чернівці до міста Рахів.
З 17 березня 2020 року поїзд було скасовано через пандемію COVID-19, проте був призначений додатковий нічний швидкий поїзд № 217/218 через день вільним розкладом руху поїзда № 15/16 «Владислав Зубенко».
З 18 грудня 2020 року «Укрзалізниця» відновила курсування пасажирського поїзда № 357/358 з Києва, а з 19 грудня 2020 року — з Рахова через станції Вінниця, Хмельницький, Тернопіль, Чортків, Кіцмань, Чернівці, Коломия, Яремче, Ворохта, Ясіня та Кваси.
З 13 січня 2021 року поїзду відновлено первинний маршрут руху через станції Городенка-Завод та Гвіздець.
З 10 грудня 2024 року поїзд курсує за маршрутом Київ — Ясіня.

## Інформація про курсування
Поїзд «Гуцульщина» курсує цілий рік, щоденно. На маршруті руху зупиняється на 20 проміжних станціях. Станція зміни напрямку руху — Тернопіль.
| Розклад руху поїзда «Гуцульщина» (з 07.04.2025) | Розклад руху поїзда «Гуцульщина» (з 07.04.2025) | Розклад руху поїзда «Гуцульщина» (з 07.04.2025) | Розклад руху поїзда «Гуцульщина» (з 07.04.2025) | Розклад руху поїзда «Гуцульщина» (з 07.04.2025) |
| Час прибуття                                    | Час відправлення                                | Станція                                         | Час прибуття                                    | Час відправлення                                |
| ----------------------------------------------- | ----------------------------------------------- | ----------------------------------------------- | ----------------------------------------------- | ----------------------------------------------- |
| —                                               | 20:37                                           | Київ                                            | 07:38                                           | —                                               |
| 13:16                                           | —                                               | Ясіня                                           | —                                               | 14:20                                           |

З 10 жовтня 2016 року, для зручності пасажирів, які мають дістатися до Татарова, Буковелю, Яблуниці, призначена зупинка поїзда на станції Татарові.

## Режим продажу квитків
Квитки продаються на загальних підставах (за 45 днів з 08:00). До/від станції Гвіздець квитки продаються не у всі вагони. Залізниця мотивує це тим, що у Гвіздці короткий перон (розрахований на 6-вагонний дизель), хоча, у пункті 7.4. «Правил перевезення пасажирів…» зазначено:
|  | На проміжних станціях пасажири з проїзними документами допускаються для посадки в будь-який вагон поїзда». |

З 13 вересня 2015 року проблему усунуто, і до/від станції Гвіздець є можливість придбати квитки у 7 вагонів, серед яких будуть вагони всіх класів (люкс, купе, плацкарт) в обидві сторони. Раніше в одну сторону можна було придбати лише купе і люкс, а в іншу — лише плацкарт). У плацкартні вагони продаються лише квитки в межах і від/до ділянки Теребовля — Рахів. Бажаючі проїхати в плацкартному вагоні з Києва до обласних центрів Поділля, можуть придбати квитки в добу відправлення, якщо вони ще є, або ж купувати квиток Київ — Теребовля, а вийти на своїй станції.
З 20 квітня 2015 року діє продаж електронних квитків через Інтернет на цей поїзд.
25 липня 2015 року, для більш комфортної подорожі пасажирів, «Укрзалізниця» призначила нічний фірмовий пасажирський поїзд «Гуцульщина» № 357/358 Київ — Рахів замість поїзда № 457/458 цього ж сполучення. Завдяки новому розкладу курсування, поїзд було прискорено на понад одну годину і долав відстань за 17 годин 44 хвилин.

## Склад поїзда
На маршруті курсує два склади поїзда формування ПКВЧ-1 станції Київ-Пасажирський, які складаються з 12 фірмових вагонів різного класу комфортності за повним маршрутом Київ — Рахів:
- 1 Вагон класу Люкс (№ 4)
- 5 купейних вагонів (№ 1—3, 5, 6);
- 6 плацкартних вагонів (№ 7—12).

Вагон № 5 — штабний. Вагони фірмові, купе та люкс оснащено кондиціонерами, частково обладанані  біотуалетами та іншими зручностями.
В складі поїзда курсує група вагонів безпересадкового сполучення з 6 вагонів сполученням Київ — Коломия:
- 4 плацкартних вагонів (№ 31—34);
- 2 купейних вагонів (№ 35, 36).

## Туристичне значення
Поїзд забезпечує єдине дешеве сполучення з Києвом для мешканців понад десятка районів у чотирьох областях Західної України з населенням близько 1,4 млн осіб (за даними Держстату на 01.01.2013).

## Цікаві факти
- Номер поїзда у непарному напрямку складається з трьох послідовних непарних цифр (3, 5, 7), а тому легко запам'ятовується.
- На новорічні свята на цей поїзд проїзних квитків може не бути за місяць, а на п'ятницю з Києва та неділю зворотно — за тиждень.
- З вікна поїзда є можливість побачити гору Говерлу.

## Події
- 22 грудня 2018 року в поїзді «Гуцульщина» трапився нещасний випадок з 58-річною мешканкою Миргорода Полтавської області Надією Поляковою, яка опинилася в лікарні після того, як в потязі дорогою в Карпати на неї звалилася верхня полиця з іншою пасажиркою. Постраждалу жінку зняли з поїзда і доставили в лікарню Тернополя. В «Укрзалізниці» стверджували, що полиця не могла впасти на жінку. Про це в інтерв'ю «Громадському радіо» заявив директор департаменту з організації внутрішніх та міжнародних перевезень пасажирів Укрзалізниці Олександр Красноштан.

|  | Вагон перевірено, ніяких несправностей не виявлено. Полиця у справному стані, вагон у справному стані… Те, що пишуть про пошкодження, обрив полиці — не підтверджується. Більше того, після цього випадку цей вагон уже здійснив два рейси — ніяких проблем немає, там їздили пасажири, все в порядку, — Олександр Красноштан. |

Надія Полякова та її родичі подали позов на «Укрзалізницю», а від страхової компанії «Арсенал» вирішили домагатися матеріального відшкодування.
- 27 грудня 2017 року після станції Тернопіль всі туалети були зачинені через нестачу води, бо хтось з пасажирів в вмивальниках натиснув педаль, яку заклинило, що вся вода вилилась і в той день на станції Березовиця-Острів після пропуску зустрічного поїзда, він простояв 40 хвилин через те, що «трійний» 2М62 вийшов з ладу, тому очікувався допоміжний 2ТЕ10М
- 23 грудня 2018 року поїзд сполученням Рахів — Київ зупинився на декілька годин в полі на Тернопільщині, оскільки ремонтна бригада не забрала з колій приладдя та обладнання[27].
- 12 червня 2021 року в поїзді № 358 пасажир впав з верхньої полиці. Через декілька годин пасажиру стало погано і викликали швидку медичну допомогу. По прибуттю до Фастова пасажир помер, причина з'ясовується. Забоїв не було[28][29].